# 秦始皇东巡

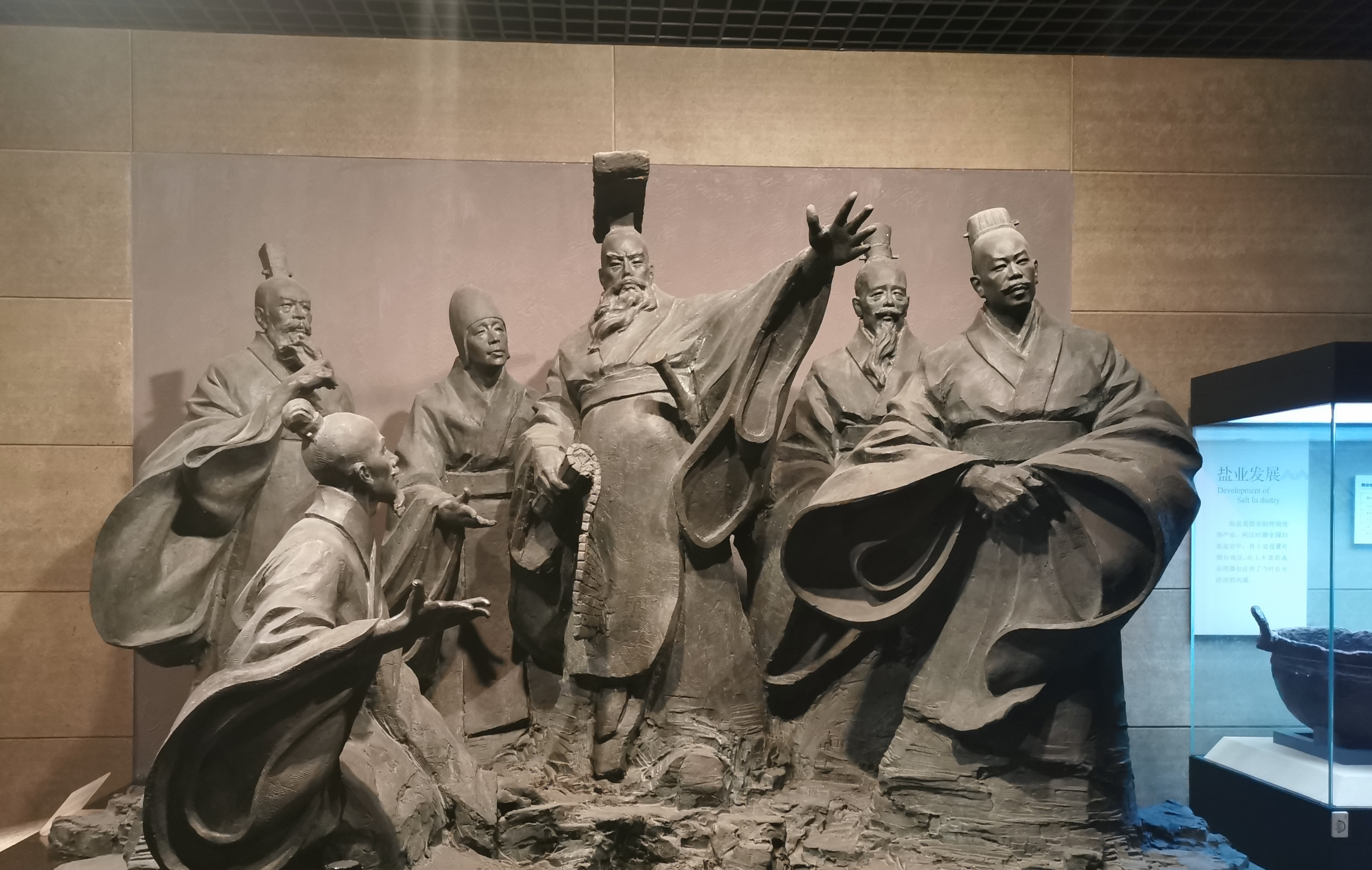
煙台市博物館內描繪秦始皇帝東巡的雕塑

秦始皇东巡，是指秦始皇統一六國之後，想要巡幸各地，順便希望求取長生不老之藥的旅程。最后始皇於路上駕崩
，留下了泰山刻石等一系列的文物。

## 詳情

### 秦始皇帝二十八年東巡旅途

#### 嶧山
秦始皇帝二十八年（公元前219年），秦始皇東行郡縣，上鄒地嶧山，立石頌功業。曾有嶧山刻石，三國時被曹操所毀。

#### 泰山
召集齊、魯儒生七十人至泰山下，討論封禪事宜。然而由於秦始皇不接受儒生們的意見，便放棄搭車上山，從泰山的迎陽光面上山至山巔，立石頌德，留下《泰山刻石》的篆刻記錄；再從泰山的背光面下山，於梁父進行禪禮。

#### 東遊海上
然後始皇東遊海上，行禮祠名山、大川及八神（天主、地主、兵主、陰主、陽主、日主、月主、四時主），尋求與神仙感應。

#### 登琅邪
始皇南登琅邪，大樂之，留三月，作琅邪台，立石頌德，明得意。留下《琅琊台刻石》。

#### 過彭城、撈周鼎未獲
始皇還，過彭城，齋戒禱祠，欲出周鼎泗水，使千人沒水求之，弗得。

#### 西南渡淮水、至衡山、南郡
乃西南渡淮水，之衡山、南郡。

#### 湘山祠
浮江至湘山祠，逢大風，幾不能渡。上問博士曰：「湘君何神？」對曰：「聞之：堯女，舜之妻，葬此。」始皇大怒，使刑徒三千人皆伐湘山樹，赭其山。

#### 回到南郡、返回武關
遂自南郡由武關歸。

### 秦始皇第三次东巡
秦始皇二十九年（公元前218年）春季第二个月第三次出巡东行。

#### 路過芝罘島
秦始皇二十九年，上芝罘島，留下《芝罘刻石》的篆刻記錄。

#### 東遊至東觀
秦始皇二十九年，刻完芝罘刻石後，向東遊至東觀（今威海市荣成市成山头）又刻一石，是为《東顴刻石》，又称《之罘东观刻石》。

### 秦始皇第四次东巡
秦始皇三十二年（公元前215年）第四次出巡。目的地是碣石和北方边塞。到碣石，行宫遗址在北戴河金山嘴。留下《碣石刻石》的篆刻記錄。

### 路過會稽山
秦始皇帝三十七年（公元前210年），秦始皇出巡会稽郡，“上会稽，祭大禹，望于南海，而立石颂秦德”，始有《會稽刻石》的篆刻記錄。
元至正元年，绍兴路总管府推官申屠駉以家藏旧本摹刻成碑。

### 沙丘駕崩
秦始皇三十七年（前210年）秋七月，始皇駕崩於沙丘平台。